# Adam Eckersley
Adam James Eckersley, angleški nogometaš, * 7. september 1985, Worsley, Anglija, Združeno kraljestvo.
Eckersley je nekdanji nogometaši, ki je igral na položaju branilca.